# Japón en los Juegos Olímpicos de Lillehammer 1994
Japón estuvo representado en los Juegos Olímpicos de Lillehammer 1994 por un total de 59 deportistas que compitieron en 11 deportes.  
El portador de la bandera en la ceremonia de apertura fue el esquiador de combinada nórdica Reiichi Mikata.

## Medallistas
El equipo olímpico japonés obtuvo las siguientes medallas:
| Nombre                                                       | Deporte               | Competición       |
| ------------------------------------------------------------ | --------------------- | ----------------- |
| Oro                                                          |                       |                   |
| Takanori Kono Masashi Abe Kenji Ogiwara                      | Combinada nórdica     | Equipo M          |
| Plata                                                        |                       |                   |
| Takanori Kono                                                | Combinada nórdica     | Individual M      |
| Jinya Nishikata Takanobu Okabe Noriaki Kasai Masahiko Harada | Saltos en esquí       | Trampolín largo M |
| Bronce                                                       |                       |                   |
| Manabu Horii                                                 | Patinaje de velocidad | 500 m M           |
| Hiromi Yamamoto                                              | Patinaje de velocidad | 5000 m F          |